# Буэ (Шаранта)
Буэ́ (фр. Bouëx) — коммуна во Франции, находится в регионе Пуату — Шаранта. Департамент — Шаранта. Входит в состав кантона Суайо. Округ коммуны — Ангулем.
Код INSEE коммуны — 16055.
Коммуна расположена приблизительно в 400 км к юго-западу от Парижа, в 110 км южнее Пуатье, в 13 км к востоку от Ангулема.

## Население
Население коммуны на 2008 год составляло 912 человек.
| 1962 | 1968 | 1975 | 1982 | 1990 | 1999 | 2008 |
| ---- | ---- | ---- | ---- | ---- | ---- | ---- |
| 469  | 441  | 533  | 639  | 747  | 808  | 912  |

## Экономика
В 2007 году среди 607 человек в трудоспособном возрасте (15—64 лет) 466 были экономически активными, 141 — неактивными (показатель активности — 76,8 %, в 1999 году было 73,2 %). Из 466 активных работали 435 человек (233 мужчины и 202 женщины), безработных было 31 (12 мужчин и 19 женщин). Среди 141 неактивных 49 человек были учениками или студентами, 43 — пенсионерами, 49 были неактивными по другим причинам.

## Достопримечательности
- Замок Буэ (XV век). Исторический памятник с 2009 года[3]
- Церковь Сент-Этьен (XII век). Исторический памятник с 2009 года[4]

## Фотогалерея

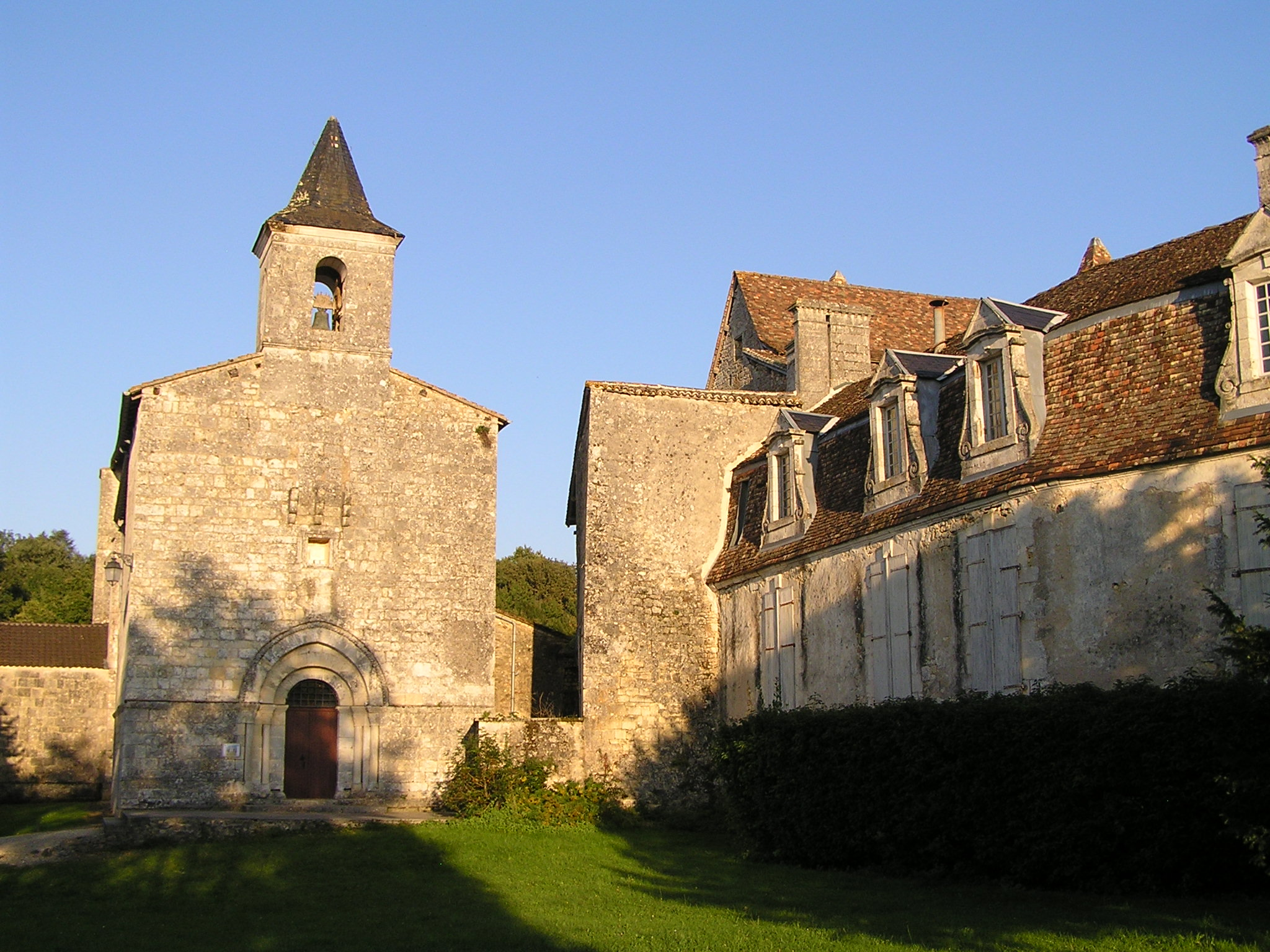
Церковь Сент-Этьен
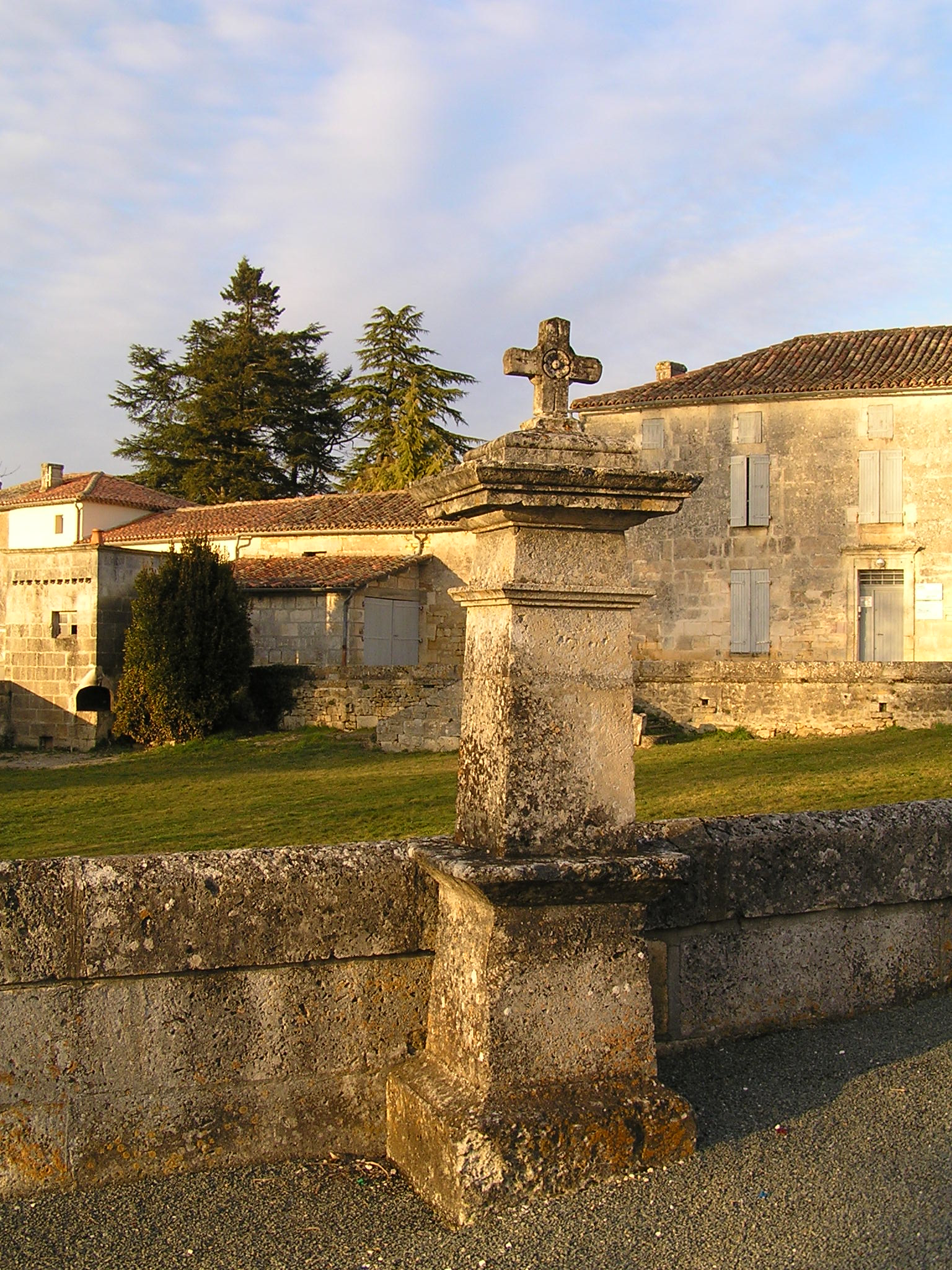
Крест
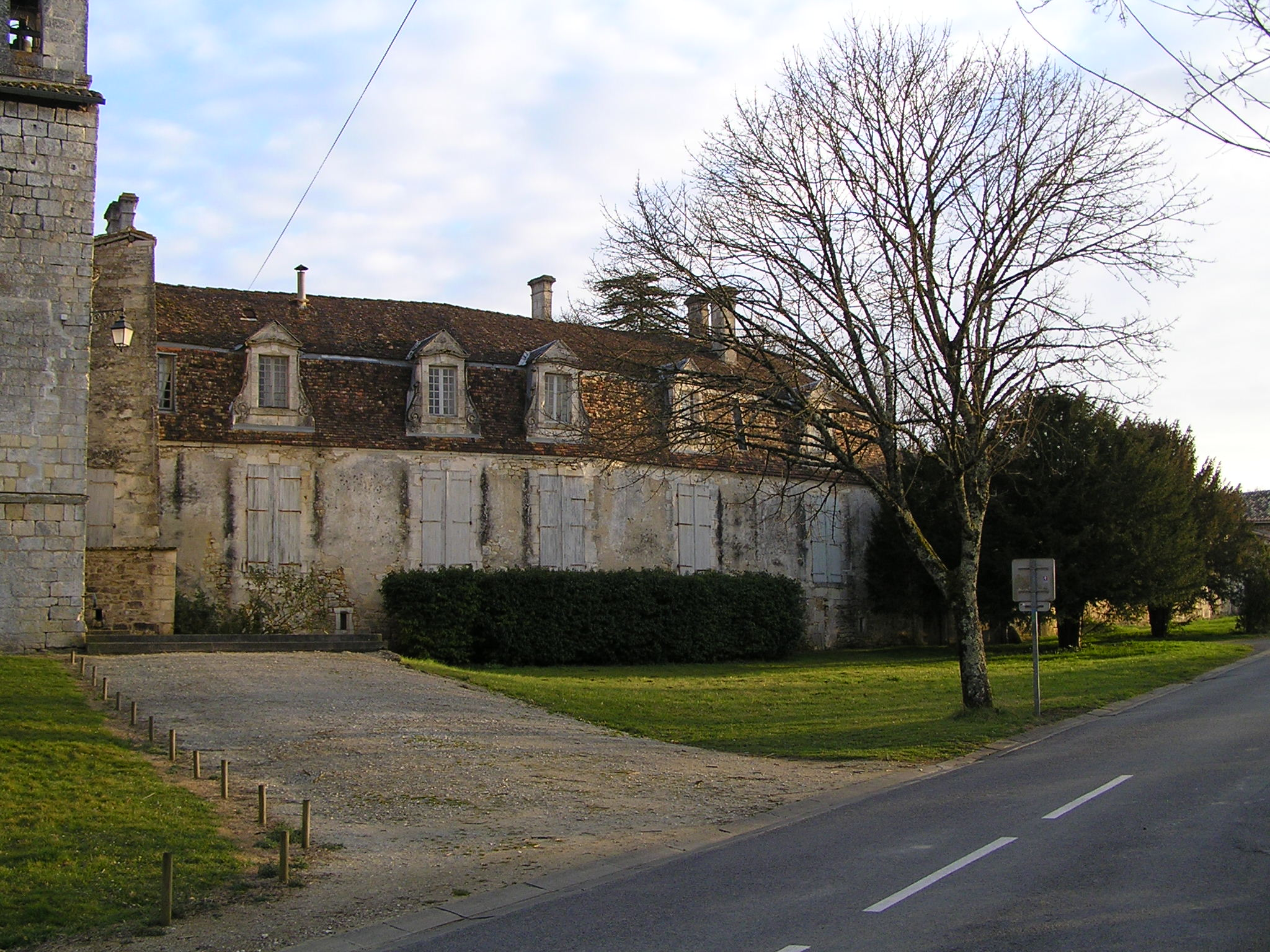
Замок Буэ